# メッキの神像
『メッキの神像』（メッキのしんぞう、The Gilded Man  ）は、1942年に発表されたカーター・ディクスン（ディクスン・カー）名義の長編推理小説。ヘンリー・メリヴェール卿もの第13長編である。邦題は早川書房のもので、東京創元社では『仮面荘の怪事件』となっている。
もともとフェル博士もの短編『軽率だった夜盗』がオリジナルで、主人公と季節、犠牲者の生死を変えた他は、ストーリーもトリックも同じである。Ｈ・Ｍ卿に探偵役を変えたことでドタバタ色が増えた半面、本筋とはあまり関係のないエピソードが追加されている。

## あらすじ
美術評論家にして名画収集家スタンホープ氏の一家が住むワルドミア荘（仮面荘）と呼ばれるロンドン郊外の邸宅。夜中に物音がして駆けつけた家族が見たのは、泥棒らしき瀕死の男が倒れている姿。
しかし覆面の下の顔はこの屋敷の当主スタンホープ氏だった。
彼はなぜ自分の家に夜盗として侵入したのか。高額の保険金目当てか、あるいは、盗まれたと称し美術品が偽物なのを隠蔽するためか。メッキの神像にまつわる絵画の盗難と殺人未遂の謎にＨ・Ｍ卿が挑む。

## 主な登場人物
- ドワイト・スタンホープ - ワルドミア荘（仮面荘）に住む一家の主人。自宅に忍び込んだ夜盗として瀕死の状態で発見される。
- ニコラス・ウッド - ドワイトの招待客。スコットランド・ヤードの警部。
- ヴィンセント・ジェイムズ - ドワイトの招待客。ニコラスの友人。
- クリスタベル - ドワイトの後妻。
- エリナー - ドワイトの娘。
- ベティ - ドワイトの娘。
- ラーキン - ワルドミア荘（仮面荘）に住み込みで仕えている執事。
- ヘンリー・メリヴェール卿 - 名探偵だがドタバタ騒ぎを演じる事の多い三枚目。通称H・M卿。

## 提示される謎
- ホワイ・ダニット（怪事件の発生原因と経緯）
- なぜ、主人は自宅に夜盗として侵入したのか。
- 覆面の夜盗を撃退した人物は、（正当防衛の余地があるのに）なぜ名乗り出ないのか。

## 書誌情報
- 「メッキの神像」 村崎 敏郎 (翻訳)  早川書房　1995年　ＨＰＢ491
- 「仮面荘の怪事件」　創元推理文庫　2002年